# Pterandra evansii
Pterandra evansii är en tvåhjärtbladig växtart som beskrevs av José Cuatrecasas. Pterandra evansii ingår i släktet Pterandra och familjen Malpighiaceae. Inga underarter finns listade i Catalogue of Life.